# 프라티

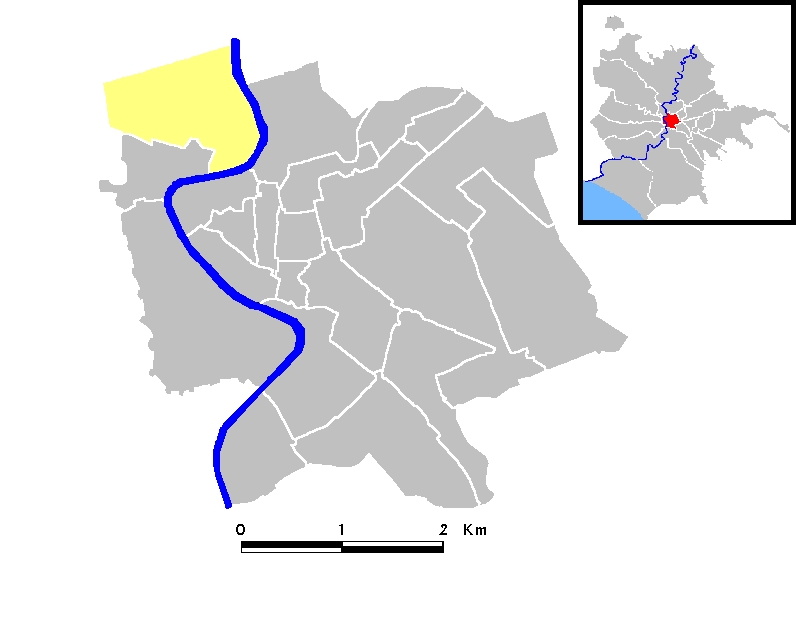
프라티의 위치

프라티(이탈리아어: Prati)는 이탈리아 로마의 리오네다. R. XXII라고 표기되며, 로마 1구에 속한다.